# Parmotrema catarinae
Parmotrema catarinae är en lavart som beskrevs av Hale. Parmotrema catarinae ingår i släktet Parmotrema och familjen Parmeliaceae.   Inga underarter finns listade i Catalogue of Life.